# 北宋大名府路帅臣列表
北宋大名府路帅臣，指大名府路安抚司的长官，或称安抚使，或称经略安抚使。

## 历任经略安抚使

### 宋太祖朝
- 符彦卿（960年—969年）
- 王祐（969年）
- 李继勋（969年—976年）

### 宋太宗朝
- 李继勋（976年—977年）
- 杨克让（977年—978年）
- 孙承祐（980年—985年）
- 赵昌言（985年—986年）
- 陈恕（985年）
- 王承衍（986年—987年）
- 翟守素（987年）
- 石保吉（987年—988年）
- 王承衍（988年—989年）
- 郭载（989年—991年）
- 周莹（991年—992年）
- 刘廷翰（992年）
- 赵昌言（992年—993年）
- 雷有终（993年）
- 刘知信（993年—994年）
- 郭贽（994年—997年）
- 裴济（997年）

### 宋真宗朝
- 王昭远（998年—999年）
- 刘知信（999年—1000年）
- 张永德（1000年）
- 康保裔（1000年）
- 钱若水（1001年—1002年）
- 孙全照（1002年—1003年）
- 温仲舒（1003年—1004年）
- 王显（1004年）
- 周莹（1004年）
- 王钦若（1004年）
- 孙全照（1004年—1005年）
- 赵昌言（1005年）
- 王承衍（1005年—1008年）
- 边肃（1008年）
- 寇准（1008年—1013年）
- 周起（1013年—1014年）
- 冯拯（1015年—1016年）
- 魏咸信（1016年—1017年）
- 马知节（1017年）
- 李仕衡（1017年—1018年）
- 张知白（1018年—1019年）
- 王曾（1019年—1020年）
- 李应机（1020年—1022年）

### 宋仁宗朝
- 薛田（1022年）
- 曹玮（1024年—1027年）
- 陈尧咨（1027年—1030年）
- 王曾（1031年—1033年）
- 陈尧咨（1033年）
- 杜衍（1034年—1035年）
- 狄棐（1035年）
- 王博文（1035年—1036年）
- 王贻永（1036年—1037年）
- 任布（1037年—1038年）
- 吕夷简（1038年—1040年）
- 李迪（1040年—1041年）
- 程琳（1041年—1046年）
- 夏竦（1046年—1047年）
- 贾昌朝（1047年—1049年）
- 程琳（1049年—1052年）
- 陈执中（1052年—1053年）
- 贾昌朝（1053年—1056年）
- 李昭亮（1056年—1060年）
- 文彦博（1060年—1062年）
- 贾昌朝（1062年—1063年）

### 宋英宗朝
- 贾昌朝（1063年—1065年）
- 王拱辰（1066年—1067年）

### 宋神宗朝
- 王拱辰（1067年—1068年）
- 韩琦（1068年—1073年）
- 韩绛（1073年—1074年）
- 文彦博（1074年—1080年）
- 王拱辰（1080年—1085年）
- 韩绛（1085年）

### 宋哲宗朝
- 韩绛（1085年—1087年）
- 冯京（1087年—1090年）
- 张璪（1090年—1092年）
- 蒲宗孟（1092年—1093年）
- 许将（1093年—1094年）
- 吕惠卿（1094年—1096年）
- 郑雍（1096年—1097年）
- 安焘（1097年—1098年）
- 韩忠彦（1098年—1100年）

### 宋徽宗朝
- 韩忠彦（1100年）
- 林希（1100年）
- 李清臣（1100年—1101年）
- 刘奉世（1101年）
- 蔡卞（1101年—1102年）
- 韩忠彦（1102年）
- 吕惠卿（1102年—1105年）
- 许将（1105年—1110年）
- 吕惠卿（1110年—1111年）
- 梁子美（1111年—1112年）
- 邓洵武（1112年—1114年）
- 蔡卞（1114年）
- 姚祐（1114年—1116年）
- 梁子美（1116年—1119年）
- 邓洵仁（1119年—1120年）
- 林攄（1120年—1123年）
- 王安中（1123年—1124年）
- 王革（1124年）
- 徐处仁（1124年—1125年）
- 王安中（1125年）

### 宋钦宗朝
- 王安中（1125年—1126年）
- 蔡懋（1126年）
- 赵野（1126年）
- 张悫（1126年—1127年）